# Zandra Rhodes
Dame Zandra Lindsey Rhodes (Chatham, 19 settembre 1940) è una stilista britannica.

## Biografia
Da piccola studia a Medway, poi al Royal College of Art a Londra. Inizia la sua carriera come stilista grazie a sua madre, che era sarta di una casa di moda a Parigi.
Tra il 1966 e il 1967, Zandra, insieme a Sylvia Ayton, aprì a Londra il negozio di abiti The Fulham Road Clothes Shop.
Soprannominata la “principessa del punk”, fu la prima stilista a presentare, nel 1977, una collezione punk. Inizialmente i suoi progetti furono considerati troppo all'avanguardia per l'epoca dai produttori industriali, che le negarono ogni possibilità di approdare nel mondo della moda.